# 新洪堡特學說
新洪堡特学说或新洪堡特主义是关于语言学的一种学说，持这种观点的人称为新洪堡特学派。
德国语言学家洪堡特在《论人类语言结构的区别及其对人类精神发展的影响》中提出：
“每一个人，不管操什么语言，都可以被看作是一种特殊世界观的承担者。世界观本身的形成要通过语言这一手段才能实现...每种语言中都会有各自的世界观。”
这一观点为新洪堡特主义主义者继承并发展为新洪堡特学说。
持这一学说的新洪堡特学派又可以分为两支：以欧洲的魏斯格贝尔（Leo Weisgerber）为代表的一派和以美国语言学家萨丕尔（E. Sapir）和沃尔夫（B. L. Whorf）为代表的一派。
魏斯格贝尔认为客观世界和主观世界之间有一个“中间世界”（Zwischen Welt），也就是语言。语言不同，“语言世界图像”（Weltbild der Sprache）也不同。这一学派的另一个语言学家瓦尔特布尔格（W. Von Wartburg）认为：“我们说掌握语言，但是，实际上是人被语言所掌握。”魏斯格贝尔由此认为语言学是“通过语言分析和揭示每个语言的世界观。”他在1950年出版的《论德语的世界图像》中举例说，大熊星座等的名称完全是人为的，并不是客观存在的反映。这些星座中的星星相距甚远，相互之间没有任何关系，只是人们从地球上看过去，觉得很近，人为的规定了名称。
萨丕尔和沃尔夫的观点也类似于魏斯格贝尔，他们的观点被称为萨丕尔-沃尔夫假说。也认为语言不同，世界观也不同。
新洪堡特学说过分夸大了语言差异对人的影响。美国语言学家格林伯格批评说，如果把两个说不同语言的人送到月球上，他们返回地面后所作的报告决不会因为语言的差异而有所不同。也有语言学家提出疑问，如果思维受制于语言，那么聋哑人又是如何思维的呢？